# フランシス・ステュアート (第7代マリ伯爵)
第7代マリ伯爵フランシス・ステュアート（英語: Francis Stuart, 7th Earl of Moray、1673年頃 – 1739年12月11日）は、スコットランド貴族。

## 生涯
第5代マリ伯爵アレクサンダー・ステュアートとエミリア・バルフォア（Emilia Balfour、ウィリアム・バルフォアの娘）の四男として、1673年頃に生まれた。
1715年にジャコバイト蜂起が勃発すると、政府に不平を抱いていると疑われ出頭を命じられた。
1735年10月7日に兄チャールズが死去すると、マリ伯爵の爵位を継承した。
1739年12月11日に死去、長男ジェームズが爵位を継承した。

## 家族
1人目の妻はエリザベス・マレー（Elizabeth Murray、サー・ジョン・マレーの娘）で、2人の間に子供はいなかった。その後、1707年頃にジーン・エルフィンストーン（Jean Elphinstone、1739年5月14日没、第4代バルメリノ卿ジョン・エルフィンストーンの娘）と再婚、下記の子女を儲けた。
- ジェームズ（1708年 – 1767年） - 第8代マリ伯爵、子供あり
- フランシス - 1745年1月4日、ヘレン・モンゴメリー（Helen Montgomerie、1747年没）と結婚、一人息子フランシス（Francis、1766年没）を儲けた。その後再婚し、1女を儲けた
- アメリア - 1728年10月、第2代準男爵ピーター・ハルケット（英語版）（1755年没）と結婚、子供あり[3]
- アン